# Championnat d'Afrique des nations masculin de handball 1992
Navigation
Championnat d'Afrique des nations 1991 Championnat d'Afrique des nations 1994
La 10e édition du Championnat d'Afrique des nations masculin de handball a eu lieu à Yamoussoukro (Côte d'Ivoire) du 13 au 22 novembre 1992. Le tournoi réunit les meilleures équipes  masculines et féminines de handball en Afrique.
En finale, l'Égypte s'impose face à la Tunisie et remporte son 2e titre dans la compétition. L'Algérie complète le podium.
L'Égypte est ainsi qualifiée pour le championnat du monde 1993.

## Modalités
Au premier tour, les 8 équipes participantes sont réparties dans 3 groupes :
- Groupe A :  Égypte et  Sénégal
- Groupe B :  Algérie,  Maroc et  Zaïre
- Groupe C :  Côte d'Ivoire,  Tunisie et  Djibouti

Remarque : le Congo (Groupe A), le Togo (Groupe A) et le Nigeria (Groupe C) ont déclaré forfait
Les deux premiers sont qualifiés pour le tour principal (2 poules de 3 équipes). Lors de ce tour principal, les deux premiers de leurs poules jouent la finale, les deux seconds jouent la troisième place et les deux troisièmes de leurs poules jouent la cinquième place.
Les matchs ont lieu à Yamoussoukro dans les salle du lycée scientifique  et  la salle de l'INSET.

## Résultats

### Premier tour
Poule A
- samedi 14 novembre 1992 à 14h00 :  Égypte 23 - 18 (13-09)  Sénégal
- Classement final :
  1.  Égypte 3 pts
  2.  Sénégal 1 pt

Poule B
- samedi 14 novembre 1992 à 16h20 :  Algérie bat  Maroc 22-16 (11-07)
- dimanche 15 novembre 1992 à 17h25 :  Maroc est battu par  Zaïre 18-21 (11-08)
- lundi 16 novembre 1992 :  Algérie bat  Zaïre 21-05 (12-01)
- Classement final :
  1.  Algérie 6 pts
  2.  Zaïre 4 pts
  3.  Maroc 2 pts.

Poule C
- samedi 14 novembre 1992 à 17h25 :  Côte d'Ivoire et  Tunisie 25-25 (10-13)
- dimanche 15 novembre 1992 à 14h00 :  Tunisie bat  Djibouti 38-16 (24-07)
- lundi 16 novembre 1992 à 17h25 :  Côte d'Ivoire bat  Djibouti ??-??
- Classement final :
  1.  Côte d'Ivoire 5 pts
  2.  Tunisie 5 pts
  3.  Djibouti 2 pts

### Tour principal
Poule 1
- mercredi 18 novembre 1992 à 14h00 :  Égypte bat  Zaïre ??-??
- jeudi 19 novembre 1992 à 14h00 :  Égypte bat  Côte d'Ivoire ??-??
- vendredi 20 novembre 1992 à 14h00 :  Zaïre bat  Côte d'Ivoire 19- 17 (15-09).
- Classement final :
  1.  Égypte 6 pts
  2.  Zaïre 4 pts
  3.  Côte d'Ivoire 2 pts.

Poule 2
- mercredi 18 novembre 1992  Algérie bat  Sénégal 17 - 11
- jeudi 19 novembre 1992 à 15h45 :  Tunisie bat  Sénégal ??-??
- vendredi 20 novembre 1992 à 15h 45 :  Tunisie bat  Algérie 21-19 (10-09)
- Classement final :
  1.  Tunisie 6 pts
  2.  Algérie 4 pts
  3.  Sénégal 2 pts.

### Matchs de classement
| Match                  | Date                      | Heure | Lieu             | Équipe 1      | Score           | Équipe 2 |
| ---------------------- | ------------------------- | ----- | ---------------- | ------------- | --------------- | -------- |
| Match pour la 7e place | mardi 17 novembre 1992    | ?     | ?                | Maroc         | 53 – 4          | Djibouti |
| Match pour la 5e place | samedi 21 novembre 1992   | 15h45 | salle de l'INSET | Côte d'Ivoire | 15 – 14 (12-08) | Sénégal  |
| Match pour la 3e place | dimanche 22 novembre 1992 | 14h30 | salle de l'INSET | Algérie       | 28 – 16 (16-10) | Zaïre    |
| Finale                 | dimanche 22 novembre 1992 | 16h00 | salle de l'INSET | Égypte        | 26 – 24 (??-??) | Tunisie  |

## Classement final
Le classement final est :
| Rang                        | Nation        |
| --------------------------- | ------------- |
| Médaille d'or, Afrique      | Égypte        |
| Médaille d'argent, Afrique  | Tunisie       |
| Médaille de bronze, Afrique | Algérie       |
| 4                           | Zaïre         |
| 5                           | Côte d'Ivoire |
| 6                           | Sénégal       |
| 7                           | Maroc         |
| 8                           | Djibouti      |
| forfait                     | Congo         |
| forfait                     | Nigeria       |
| forfait                     | Togo          |

Seule l'Égypte est qualifié pour le championnat du monde 1993.